# Willi Munkelt
Willi Munkelt (* 8. Februar 1910; † 12. Dezember 1996 in Darmstadt) war ein deutscher Fußballspieler. Der Offensivspieler hat mit dem Polizeisportverein Chemnitz in den Jahren 1932, 1935 und 1936 die Meisterschaft in Mitteldeutschland beziehungsweise in der Gauliga Sachsen gewonnen und 1936 mit der Gauauswahl von Sachsen auch den Reichsbundpokal. Er war für den überragenden Torjäger Erwin Helmchen der jahrelange Partner im Angriff des PSV.

## Karriere
Munkelt gehörte von 1931 bis 1942 dem Polizeisportverein Chemnitz als Stürmer an. Für den Verein bestritt er von 1931 bis 1936 insgesamt 16 Spiele in den Endrunden um die Deutsche Meisterschaft, in denen er fünf Tore erzielte, und zehn Spiele im Wettbewerb um den Tschammerpokal, in dem ihm ein Tor gelang. Zusammen mit Curt Reicherdt, Alfred Schneider und Erwin Helmchen gehörte er dem Kern der Leistungsträger in der erfolgreichsten Zeit der Grün-Weißen an.
Als Spieler der Gauauswahlmannschaft Sachsen nahm er am Gauauswahlwettbewerb um den Reichsbundpokal teil. Beim Gewinn des Wettbewerbs 1935/36 kam er in allen Spielen gegen Pommern (5:1), Baden (7:3), im Halbfinale gegen Brandenburg (2:0) und in den zwei Finalspielen gegen die Südwestauswahl (2:2 n. V./9:0) als linker Verbinder im damaligen WM-System zum Einsatz. Am 30. Juni 1940 gehörte er nochmals der Auswahl von Sachsen an, welche in Augsburg das Finale mit 1:3 gegen die Gauauswahlmannschaft Bayern verlor. In Wettbewerbsspielen hat er für den Gau Sachsen 21 Spiele bestritten.

## Erfolge
- Mitteldeutscher Meister 1932
- Gaumeister Sachsen 1935, 1936
- Reichsbundpokal 1935/36
- Reichsbundpokal-Finalist 1940